# Shoshone Falls
Die Shoshone Falls gehören zu den größten Wasserfällen im Nordwesten der Vereinigten Staaten. Sie liegen am Snake River, der im Yellowstone-Nationalpark entspringt und durch Wyoming nach Idaho fließt. Ungefähr 3 mi (4,8 km) östlich der Ortschaft Twin Falls rauscht das Wasser über eine knapp 300 m breite Felskante etwa 65 m in die Tiefe. Manchmal werden die Fälle auch als „Niagara of the West“ (Niagarafälle des Westens) bezeichnet. Sie sind etwa 14 m höher als diese.

## Geschichte und Ökologie
Die Shoshone Falls entstanden vor rund 14.000 Jahren in der letzten Eiszeit, als die Wassermassen des Lake Bonneville das Seeufer im Norden durchbrachen, sich in einer katastrophalen Flutwelle in die Ebene des Snake Rivers ergossen und tiefe Schluchten bildeten. Durch ihre Höhe bilden sie ein unüberwindliches Hindernis für Fische auf ihrer Wanderung zu den Laichplätzen. Unterhalb der Fälle findet man Stör, Lachs oder Regenbogenforellen. Oberhalb findet sich eine Süßwasserforellenart, die Yellowstone-Cutthroat-Forelle genannt wird. Aufgrund dieser deutlichen Unterschiede hat der World Wide Fund for Nature die Shoshone Falls als Grenze zwischen dem oberen Snake River und dem unvergletscherten Columbia River als Süßwasser-Ökoregionen eingestuft. Vor dem Bau der zahlreichen Staudämme unterhalb der Fälle gab es große Bestände von Lachs im Snake River. Der Lachsfang am Grunde der Fälle bildete die primäre Nahrungsquelle für Bannock- und Shoshone-Indianer. Eine Expedition von 1843 behauptete, dass diese im Frühling mit ihren Speeren ins Wasser liefen und mühelos durch einen gezielten Wurf oder Stoß einen Lachs fangen konnten.
Heute befindet sich direkt an den Wasserfällen eine Parkanlage mit Bademöglichkeit oberhalb der Wasserfälle und einer kleinen Informationstafel über die Geschichte der Entdeckung und die erste Nutzung durch die Einwanderer. Das Gelände wurde der Stadt Twin Falls von Frederik J. Adams und Martha Stone Adams vermacht, mit der Auflage, es als öffentlichen Park zu erhalten. Im Frühling, wenn die Schneeschmelze beginnt, ist die beste Zeit um die Wasserfälle zu besuchen. Während des Sommers wird ein Teil des Wassers für die Bewässerung genutzt, sodass sich die Wassermenge reduziert. Im Herbst ist der Wasserfluss minimal, sodass die Shoshone Falls nahezu ausgetrocknet erscheinen. Zu der Zeit wird das Wasser des Snake River genutzt, um das flussaufwärts gelegene Wasserreservoir wieder aufzufüllen.
Nur 35 % der Fischarten des oberen Snake River sind mit denen des unteren und des Columbia River identisch. Vierzehn der Arten, die es im Oberlauf gibt, findet man ebenfalls im Bonville-Frischwasser-Ökosystem (das sich im Great Basin bis nach Utah erstreckt), jedoch nicht im Unterlauf oder im Columbia River. Zudem befinden sich im oberen Flussabschnitt endemische Mollusken (wie Wasserschnecken und Muscheln), was auf eine hohe Wasserqualität schließen lässt.
Ihren Namen erhielten die Wasserfälle 1905, um das Andenken an die Shoshonen, einem Stamm von Ureinwohnern, zu ehren, die dieses Gebiet einst besiedelten.

## Wasserkraftwerk
Schon im Jahr 1906 wurde ein Wasserkraftwerk an den Shoshone Falls errichtet, das 1907 erstmals Energie erzeugte. Es war Teil der „Greater Shoshone and Twin Falls Water Power Company“. Neue Einheiten wurden im Jahre 1909, 1921 und 1936 in Betrieb genommen. Im Jahr 1916 ging der Besitz an diesem Projekt an Idaho Power über.
Stromerzeugungskapazitäten

Das Projekt hat eine Kapazität von 12.500 Kilowatt. Es handelt sich hierbei um eine Durchflussanlage, was bedeutet, dass die einfließende Wassermenge unten wieder hinausfließt, weil das Wasser nicht in einem Reservoir gespeichert wird. Bis 2015 ist eine Erneuerung der Turbinen vorgesehen.

## Goldfund am Snake River
Im Herbst 1869 wurde zum ersten Mal Gold unterhalb der Shoshone Falls entdeckt. Dies führte zu einem kurzen, aber bedeutenden Goldrausch, der bis zu 400 englische Goldgräber in den Canyon lockte. Mehrere Bergbau-Camps entstanden an den Ufern des Snake River. Im Spätsommer 1870 kamen erstmals chinesische Goldgräber, um ihre eigenen Ansprüche geltend zu machen. Sie litten jedoch unter erheblichen Anfeindungen durch die englischstämmigen Bergleute, und es wurde ein lokales Verbot für chinesische Einwanderer verabschiedet. Nach nur einem Jahr waren die meisten der Goldlagerstätten bereits erschöpft, so dass die Bergleute wieder abzogen und das Verbot aufgehoben wurde. Die chinesischen Goldsucher blieben und setzten die Suche fort. Einige der Chinesen lebten in der Bergbau-Siedlung Springtown, andere in kleinen Hütten in der Nähe ihrer Claims. Mitte der 1870er Jahre lebten schätzungsweise 500 Chinesen dort. Nachdem 1879 jedoch alle Vorkommen erschöpft waren, verließen auch diese die Gegend. Eine Volkszählung von 1880 ergab eine Zahl von lediglich noch 22 Chinesen im Cassia County, das zu diesem Zeitpunkt alle heutigen Gebiete des Twin Falls County umfasste.

## Evel Knievel
Evel Knievel versuchte in der Blütezeit seiner waghalsigen Motorradattraktions-Phase den Snake River nahe der Shoshone Falls zu überspringen. Ihn schreckte weder die Tiefe der Schlucht (500 m) noch deren Breite (400 m) ab, als er am 8. September 1974 versuchte, die Schlucht auf seinem dampfgetriebenen Skycycle (Himmelsmotorrad) zu überfliegen. Dieser Versuch scheiterte wegen einer Fehlfunktion, doch dank seines Fallschirms überstand er den Sturz nahezu unverletzt bis auf eine gebrochene Nase und ein paar Kratzer.
Die irdene Rampe, von der aus Knievel damals startete, ist noch heute am Rand des Snake River Canyons, etwas westlich des Shoshone Parks, sichtbar. Sie befindet sich jedoch auf einem Privatgrundstück und ist unzugänglich. Besucher können sie nur vom Besucherzentrum aus sehen oder auf einem Wanderpfad bis auf 100 m herankommen.

## Bilder

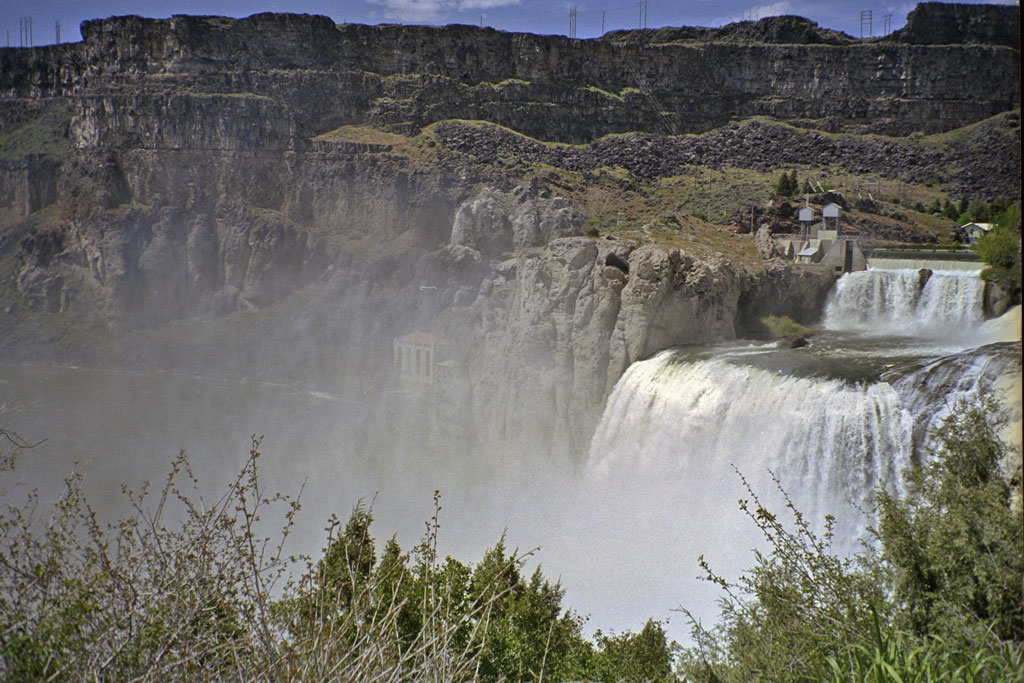
Shoshone Falls (Mai 1998)
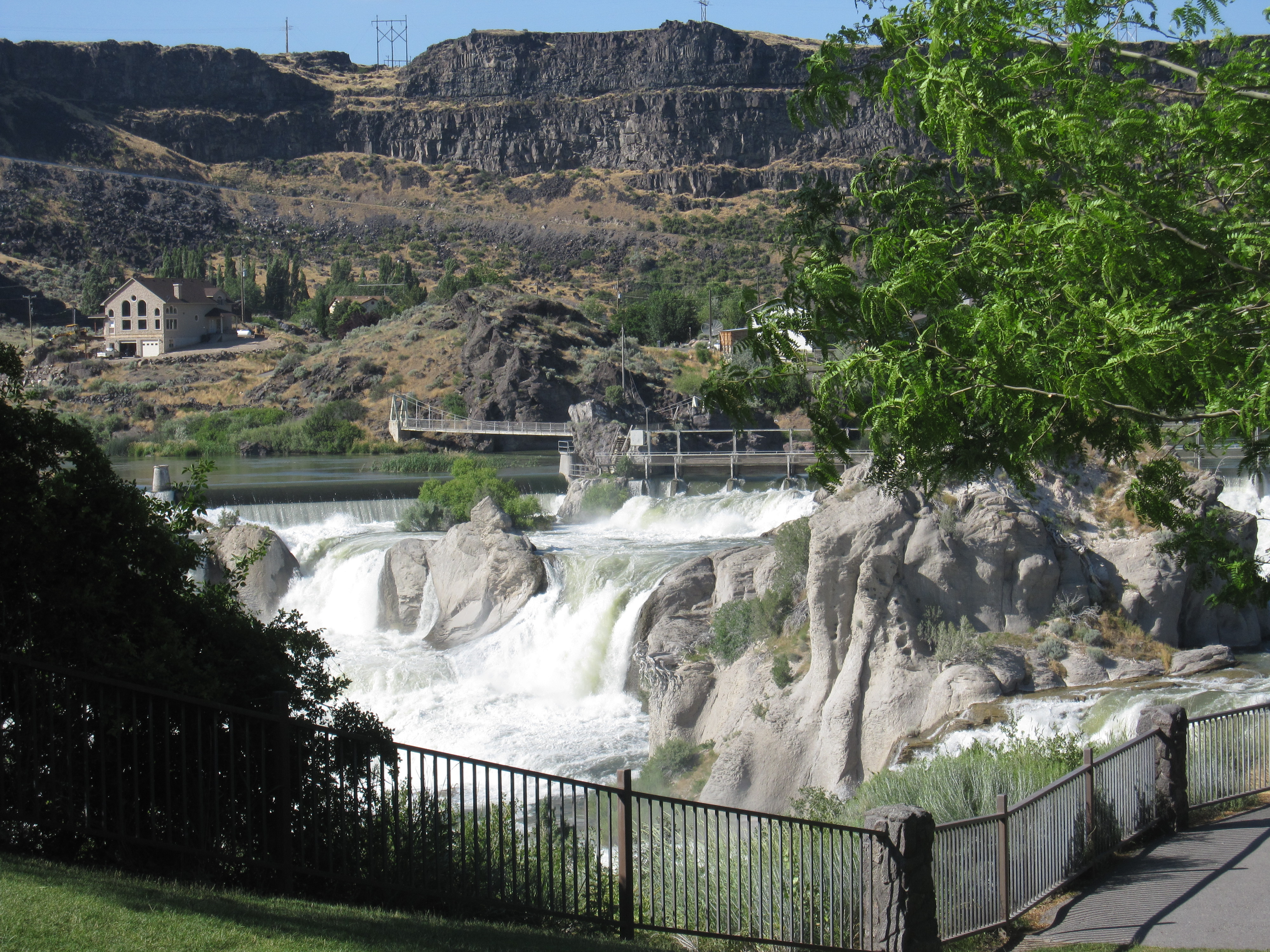
Shoshone Falls (2009)
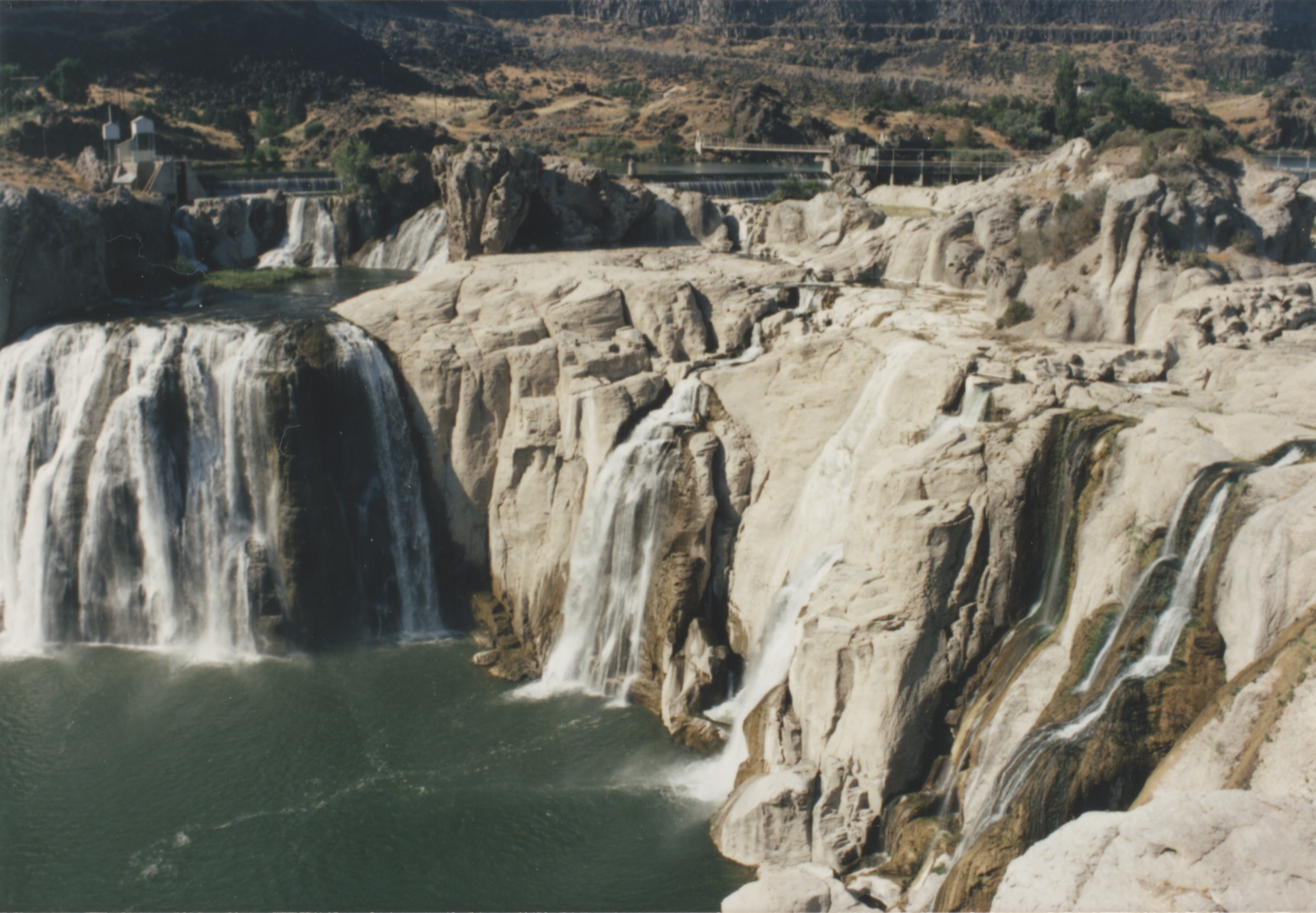
Shoshone Falls niedriger Wasserstand
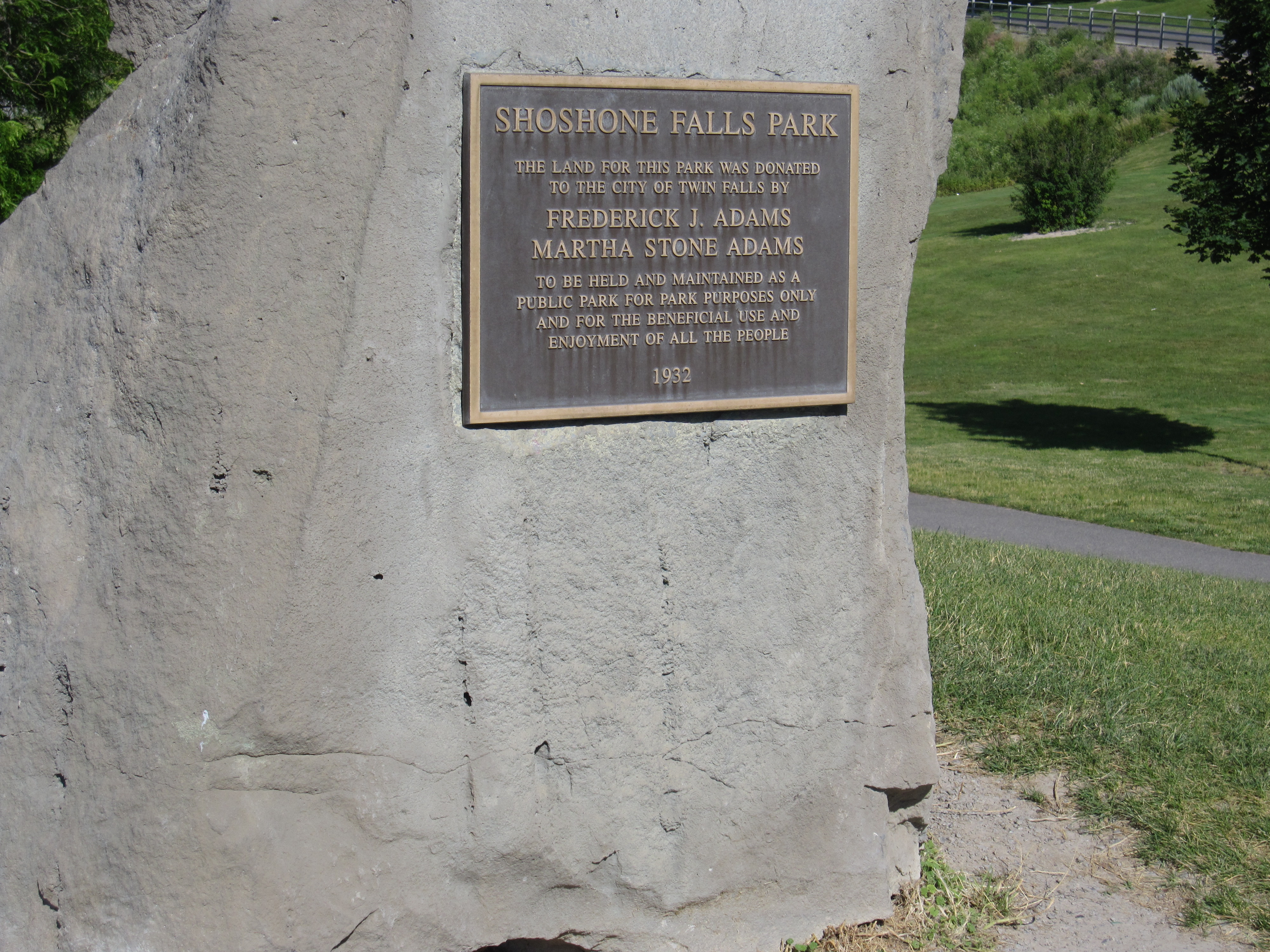
Hinweistafel am Shoshone Park
Badestelle oberhalb der Wasserfälle
Der Snake River unterhalb der Wasserfälle